# Monestir de Santa Clara la Real
El Monestir de Santa Clara la Real és un conjunt monàstic de l'ordre de les Clarisses situat a la ciutat de Múrcia (Regió de Múrcia, Espanya). Té el seu origen en el segle xiv, ocupant el que va ser l'antic Alcàsser Seguir musulmà delsegle xiii. És un dels edificis històrics més importants de la ciutat en disposar de restes del palau àrab -els més importants de l'art islàmic murcià-. El monestir compta també amb un claustre i cor gòtics, i una església barroca.
Part de l'edifici és actualment el museu de Santa Clara, mentre que en l'ala oest se situa el centre cultural Les Clares de Cajamurcia.

## Història

### El palau del Rei Llop -Segle XII|seglexii-
Els orígens de l'ocupació d'aquest solar, situat fora de les muralles de la medina de Múrsiya, en plena zona residencial del raval conegut com la l'Arrixaca i amb disponibilitat d'aigües de la séquia major d'Aljufía -que passa pel costat sud del mateix-, cal buscar-los en el palau d'esbarjo que el rei taifa murcià Ibn Mardanix -el Rei Llop- va edificar durant el seu pròsper regnat (1147-1172).
Aquest alcàsser, denominat Al Dar al Sugra, del que queden restes actualment, va ser parcialment destruït després de la presa de la ciutat pels almohades en 1172.

### L'Alcàsser Seguir d'Ibn Hud -1228-1226-
Posteriorment, amb la creació de la tercera taifa de Múrcia, el rei murcià Ibn Hud al Mutawakkil va construir entre 1228 i 1238, en el mateix solar que el palau anterior, el conegut com Alcàsser Seguir, concebut així mateix com un palau d'esbarjo situat a la referida zona residencial del raval de l'Arrixaca, que en aquells anys va viure una important expansió urbana.
La major part de les valuoses restes arqueològiques que guarda el conjunt patrimonial són de l'Alcàsser Seguir, de fet el monestir de les clarisses actual es va edificar utilitzant part de l'estructura de l'antic palau musulmà. Les possessions de la família real musulmana es completaven amb l'Alcàsser Nasir, la residència oficial del monarca que es trobava dins de la medina.
En 1238 Ibn Hud va morir assassinat en Almeria. En 1243 es va signar el Tractat d'Alcaraz, pel qual la taifa de Múrcia va esdevenir un protectorat de la Corona de Castella mantenint l'autonomia dels musulmans. En compliment del tractat l'alcàsser Nasir va ser ocupat per una guarnició cristiana pel que l'alcàsser Seguir va passar de ser un palau d'esbarjo a residència permanent de la família real murciana, encapçalada en aquell moment per Ibn Hud al-Dawla -oncle de l'anterior-, que encara s'intitulava com a rei de Múrcia.

### Residència dels reis cristians -1266-1365-
En 1267, després que fos sufocada la revolta mudèjar (1264-1266) per Jaume I d'Aragó i que la ciutat passés definitivament a control cristià, l'Alcàsser Seguir es va convertir a casa Real de la monarquia castellana. Personatges tan il·lustres com Alfons X el Savi, Violant d'Aragó i Jaume I d'Aragó van residir llargues temporades en les seves estades en ocasió de les seves visites al Regne de Múrcia.

### Monestir de clarises -1365-Actualitat-

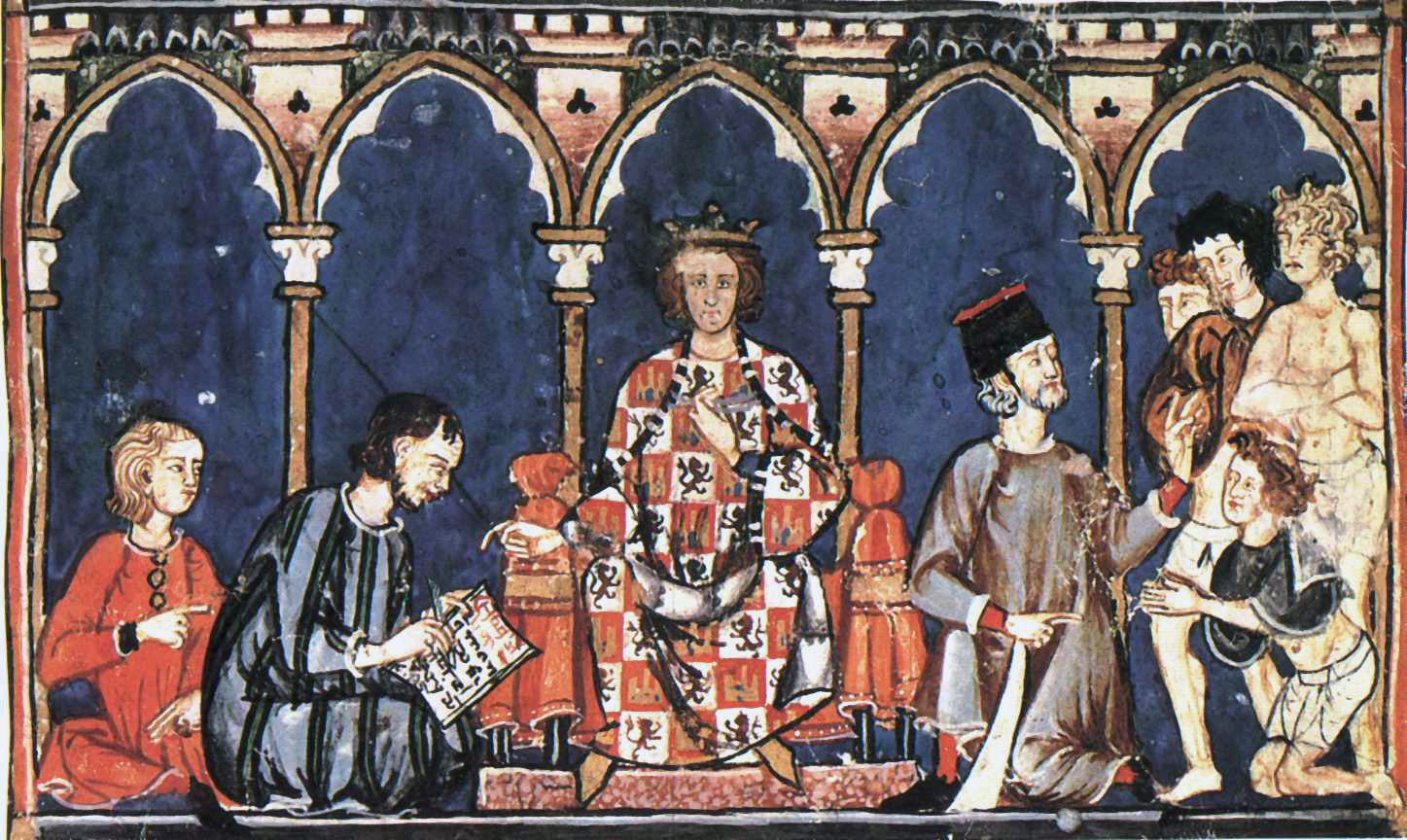
Alfons X i la seva cort.

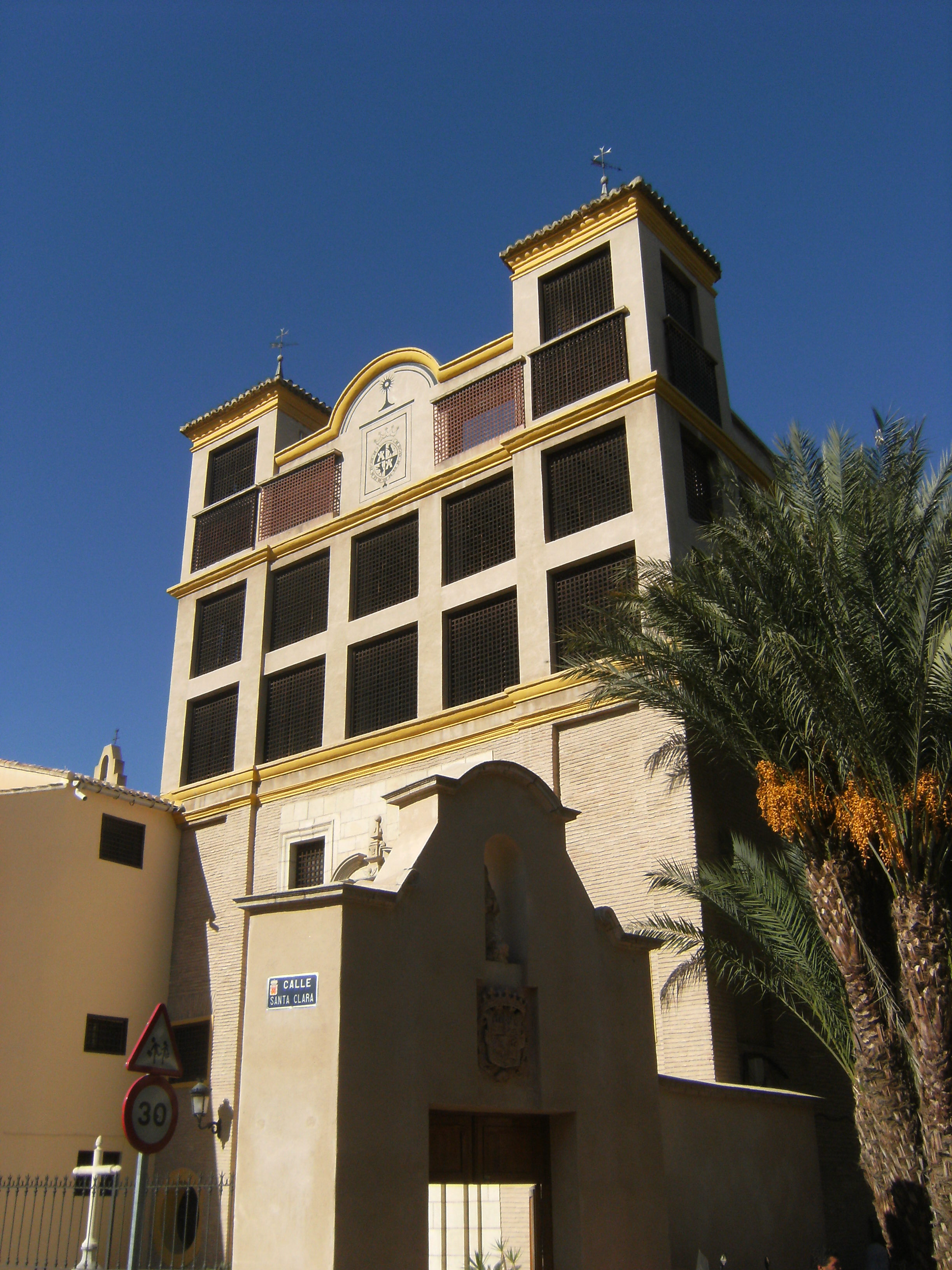
Façana de l'església del monestir de Santa Clara la Real, edificada en el segle, destacant les famoses gelosies.

Anteriorment els monarques cristians ja havien cedit als franciscans una part del palau, però va ser en 1365 quan Pere I el Cruel va donar totes les estades palacials a l'abadessa Berenguela d'Espín i a l'Orde de Germanes Pobres de Santa Clara, mantenint-se en la seva propietat fins als nostres dies.
En 1367 les monges van obtenir permís del bisbe Nicolás d'Aguilar per condicionar les estades palacials -en aquell temps ja semi-ruïnoses- en convent. L'antic pati musulmà va esdevenir el centre de la vida conventual, afegint-li a poc a poc les arqueries i les dependències col·laterals.
Superades les penúries del segle xiv, el monestir va viure un moment d'esplendor a la fi del segle xv, quan va rebre la protecció personal dels Reis Catòlics, per la qual cosa es van poder escometre les obres del claustre i l'església en estil gòtic tardà.
Durant el segle xvii es van reformar parts del monestir destacant l'edificació d'una nova església en estil barroc obra de Melchor Luzón, conservant-se solament el cor alt del temple gòtic anterior. L'Església va ser redecorada en estil rococó en el segle xviii.
Durant el segle xx es succeeixen temps difícils per a la comunitat de germanes de Santa Clara. És ara quan acuitades per les necessitats econòmiques les clarisses es desprenen de l'ala oest del monestir; zona actualment recuperada com centre sociocultural de Cajamurcia.
Durant la Guerra Civil es va viure l'exclaustració de l'immoble i la seva conversió en caserna de tropes. Una vegada que les monges van tornar, en els anys 60 van decidir el lloguer de l'ala sud que va suposar la destrucció d'aquesta zona per a la construcció d'un garatge.
A partir de 1980 les obres de restauració del monestir es van fer més importants. El 1995 es va aixecar una nova residència per a les monges en l'ala sud, la qual cosa va permetre la reconstrucció dels alçats del palau islàmic en l'ala nord i de l'antic pati. Es van anar traient a la llum les restes tant del palau hudí com del mardanisí que poden visitar-se des de fa alguns anys juntament amb una col·lecció d'arqueologia musulmana, una altra d'art sacre provinent del monestir, a més de la part interior del claustre i el cor alt, tot això a través del museu de Santa Clara. La visita a l'església conventual és independent del Museu.

## Arquitectura

### Palaus àrabs

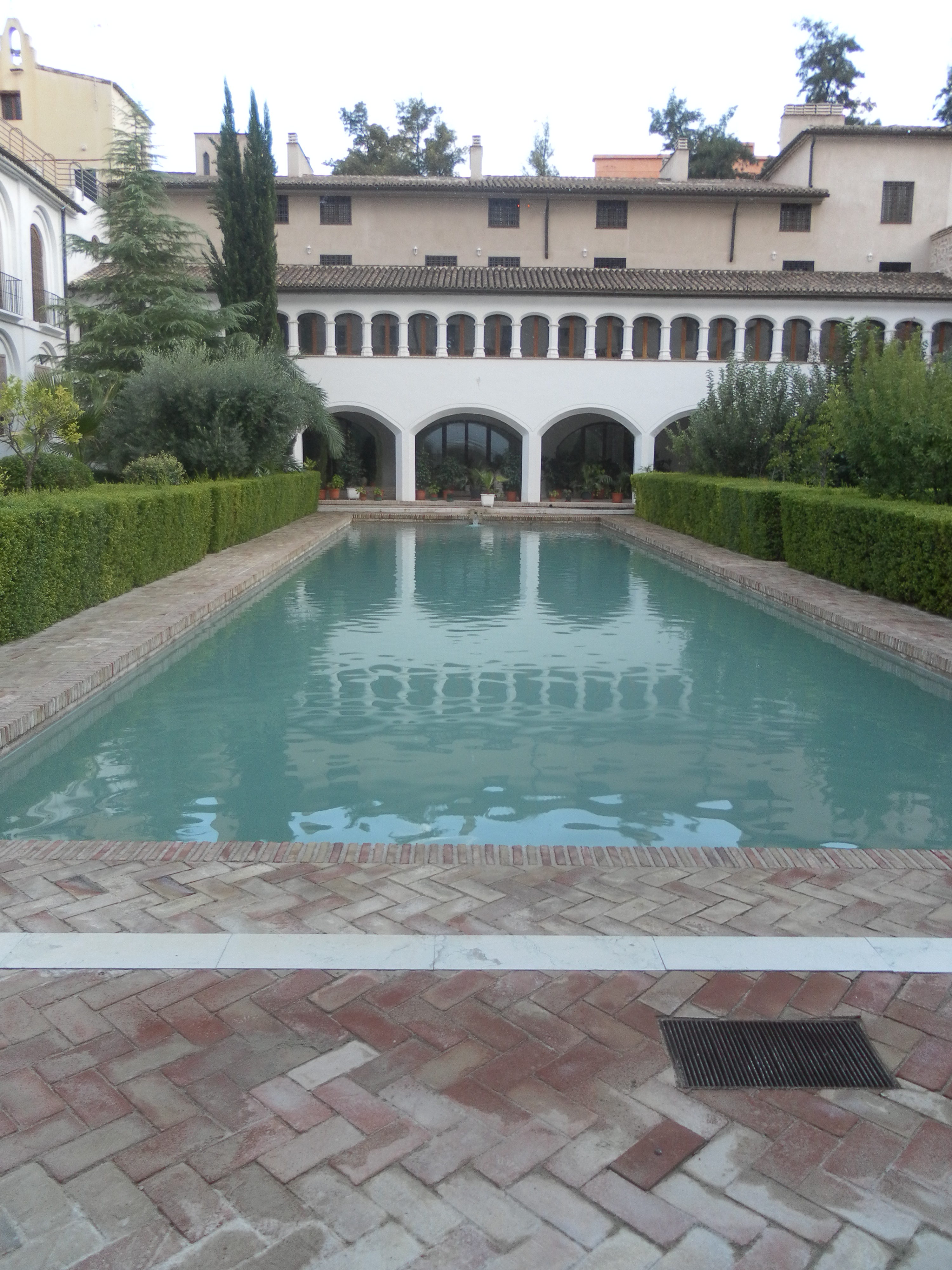
Alberca àrab del pati de l'Alcàsser Seguir (segle), amb el claustre del monestir davant.

Dins de l'arquitectura àrab, les restes conservades en Santa Clara tenen un gran interès per als especialistes en l'art, l'arquitectura i l'arqueologia de la península Ibèrica en època musulmana.
A la seva monumentalitat s'afegeix el seu caràcter singular. Avui dia, l'Alcàsser Seguir de l'etapa hudí (1228-1243) és el millor exponent d'un període de transició entre l'art almohade -amb edificis emblemàtics com la Giralda o els Reales Alcázares de Sevilla) i l'nassarita, el màxim exponent del qual es troba en el conjunt monumental de l'Alhambra de Granada. Això s'aprecia en la decoració dels seus arcs, així com en el disseny nou del pati que manté els dos passejadors en creu i els quatre arriats -documentats també en el palau Mardanisí del segle xii i característics de l'arquitectura almoràvit i almohade-. A això s'afegeix un gran safareig central, clar precedent dels palaus nassarites. Fins ara és l'únic palau amb aquest disseny conegut en tot el territori peninsular, disseny que més tard torna a aparèixer en el Palau Al-Badí (Marràqueix) ja al segle xvii.
En Santa Clara s'han recuperat els següents espais:
Del palau hudí o Alcàsser Seguir -segle xiii-:

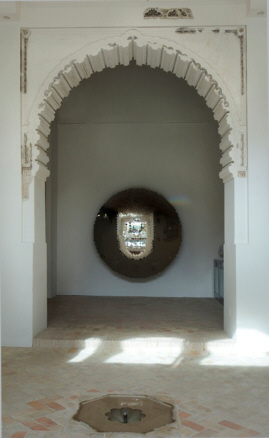
Portada del saló nord de l'Alcàsser Seguir -segle -. Museu de Santa Clara.

- Safareig i pati del palau: El claustre del monestir recrea parcialment la disposició original que va tenir el gran espai obert del palau hudí en la seva fase de major apogeu: un gran safareig longitudinal, de 27,5 m x 7,50 m en l'eix nord-sud, que es trobava aterrida després de la conversió de l'edifici en Monestir i que es va descobrir pràcticament intacta després de les excavacions arqueològiques, i quatre frondosos arriats rectangulars. Un nou disseny proporcionat per la Múrcia andalusina que suposa la transició entre els famosos jardins de creuer difosos durant els segles xii i xiii pels imperis almoràvit i almohade -com es dona en el Castell de Monteagudo o en el palau mardanisí anterior-, i els característics patis de l'arquitectura granadina del segle xiv. La vegetació plantada en els arriats reprodueix en part la flora original gràcies a estudis palinològics (palmeres, pruneres, cítrics, etc.).
- Pòrtic del palau: Al safareig i jardins del palau precedeix un allargat pòrtic compost per tres arcs fistonats, amb petites alhanies sobreelevades en els seus costats. En el centre se situa una font que recupera l'original que possiblement va estar connectada amb el safareig.
- Saló del palau: Antecedeix al pòrtic del palau hudí un gran saló d'elegant portada que conserva guixeries originals. El saló compta amb àmplies alhanies sobreelevades en els seus extrems. Aquestes es troben emmarcades per esvelts arcs angrelats policromats apeats en semicolumnes amb capitells de fulles d'acant i requadrats per arrabàs amb epígraf cursiu. Els lòbuls estan recorreguts per motllures en nacela amb ornamentació epigràfica sobre fons vermell i blau. Previsiblement, en aquests amplis salons del tron tenien lloc les audiències, recepció d'ambaixades i administració de justícia.

Del palau mardanisí o Al Dar al Sugra -segle xii-:
- Pati de creuer: L'excavació en profunditat del sòl del saló septentrional del palau del segle xiii va donar com a fruit la troballa de les restes d'un gran pati de creuer del segle xii pertanyent al conjunt aúlic que va construir Ibn Mardanix -similar al castell de Monteagudo-, caracteritzat per andanes i plataformes solades de maó que delimiten jardins d'escàs fons, canals tallats en creu i una qubba o pavelló en la intersecció dels braços. D'aquí procedeixen algunes de les guixeries tallades policromades de progenie almoràvit i mardanisí.

### Monestir Santa Clara la Real

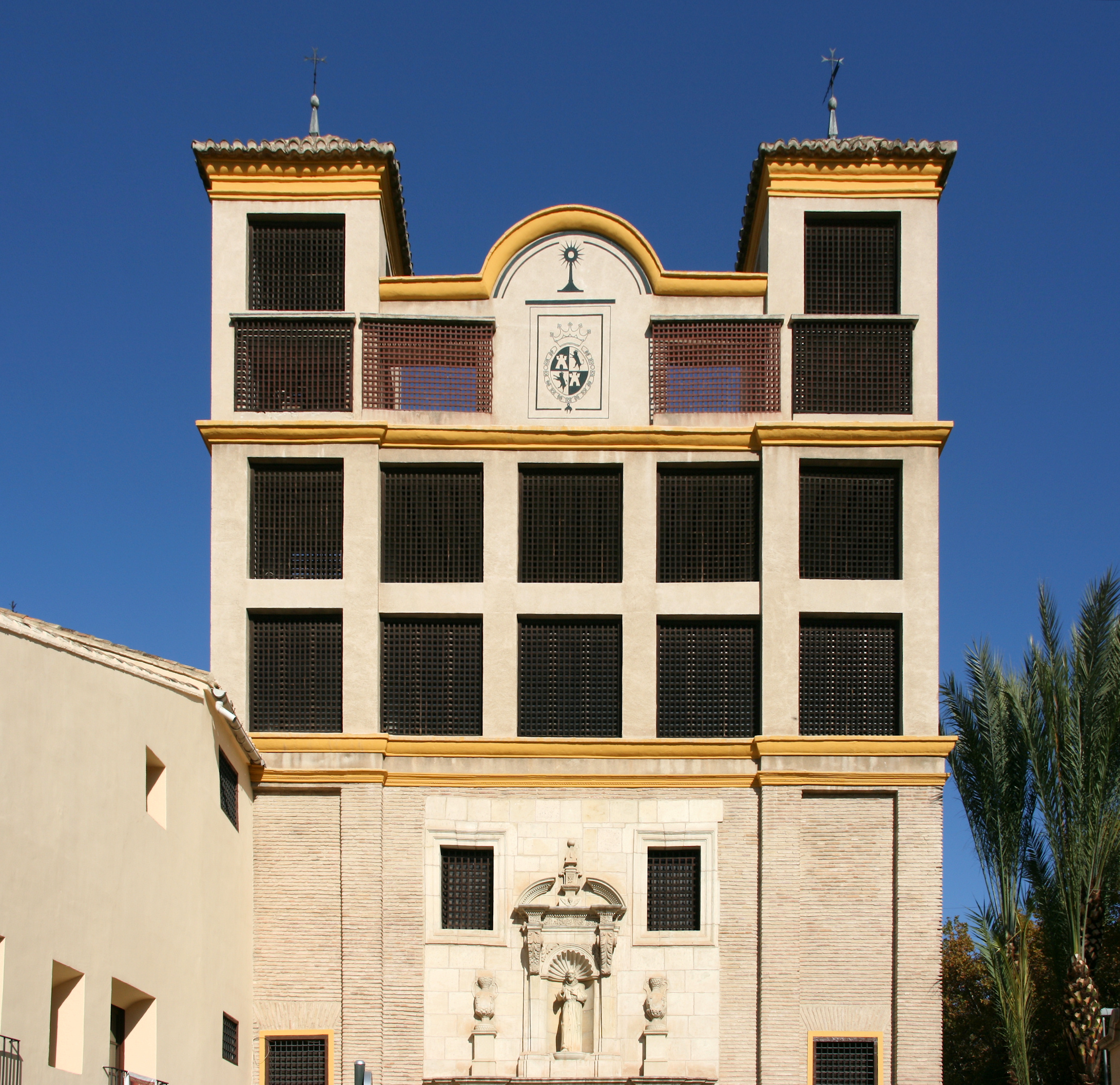
Façana de l'església del monestir de Santa Clara la Real.

Dins ja de l'arquitectura conventual, durant el regnat dels Reis Catòlics, gràcies al decidit suport mostrat per la reina Isabel i sobretot a l'aportació de quantioses dots per part d'algunes religioses pertanyents a poderoses famílies del regne -els Pacheco o els Fajardo-, es va construir una doble i irregular arqueria gòtica composta per arcs de tors rebaixat, en planta baixa, i arquets mixtilinis en la superior, adossant-la a les cruixies i façanes del pòrtic islàmic fins a dotar finalment a la residència de la imatge característica d'un monestir.
La primitiva església del monestir també datava d'aquesta època, no obstant això l'única cosa que es conserva de la mateixa després de l'edificació de la nova als segles xvii-xviii és el presbiteri o cor alt, una sala quadrangular amb volta estavellada típica del gòtic, existint claus penjants en cadascuna de les unions dels nervis. Les pintures que decoren la volta i les seves nervadures; probablement de principis de segle xvi, conserven elements gòtics, representant a l'exèrcit espiritual lluitant contra les tenebres amb espectaculars dracs amb ulls i gargamelles obertes.
L'església actual del monestir; amb la coneguda façana de gelosies que és imatge exterior del monument, data del segle segle xvii, quant a la seva estructura i arquitectura -deguda a Melchor Luzón-, i del segle xviii quant a la seva decoració interior. La façana té dos nivells, el primer, d'igual altura que les naus de l'església, molt senzill, i el segon compost per dos torres amb gelosies.
En el seu interior destaquen les guixeries rococó que decoren el temple i l'interior de la cúpula del creuer.

## Patrimoni

### Museu de Santa Clara
Compta amb dues seccions:
- Secció d'Art i Arqueologia Andalusina: Situada en el saló nord del palau hudí. En ella s'exposen interessants restes arquitectòniques -fustes tallades i decorades, sòcols amb interessant labor d'arabesc, guixeries tallades i pintades, les restes més antigues d'una coberta de mocàrabs...-, tots ells provinents de les actuacions de restauració i excavació de Santa Clara, que per si sols justifiquen la creació d'un museu monogràfic en part del monestir-palau, en concret en la seva ala nord. A aquestes restes procedents dels conjunts aúlics es suma una magnífica col·lecció de peces que configuren la Secció Islàmica del museu arqueològic de Múrcia, destacant els excel·lents tresors auris de la plaça Yesqueros de Múrcia i La Pita d'Alhama de Múrcia, o el tresor de dírhams procedent de Cehegín. També són ressenyables en la col·lecció altres peces i aixovars islàmics de caràcter suntuòs.

Una de les peces més importants d'aquesta secció del museu és la decoració en guix i fusta que engalanava les estades palatines del palau anterior del segle xii, destacant l'arrocabe i els canecillos tallats, els austers frisos de llaceria, les adarajas de mocàrabs que contenen escenes figurades com la imatge del famós flautista, igual que els espectaculars sòcols pintats d'època almoràvit i mardanisí. D'aquesta època també s'exposen les delicades dovelles epigràfiques provinents del Palau del castell de Monteagudo.
- Temps de Silenci: Amb aquest nom s'obre la secció d'art sacre prevenient del monestir, situada en l'ala oriental i cor alt del convent. A aquestes sales destaquen algunes obres d'art promogudes pel mecenatge cenobial. Escultures, pintures, documents, peces santuàries, etc. destacant entre elles el retaule de Santa Clara, obra del segle xvi de Jerónimo Ballesteros, el retaule de Sant Joan Evangelista i la predel·la del Darrer Sopar de la mateixa època que l'anterior. Hi ha obres escultòriques de Diego de Mora, Francisco Salzillo, Roque López, etc. Destaca la imatge del Crist de les Isabeles, obra mestra de Salzillo de (1770).

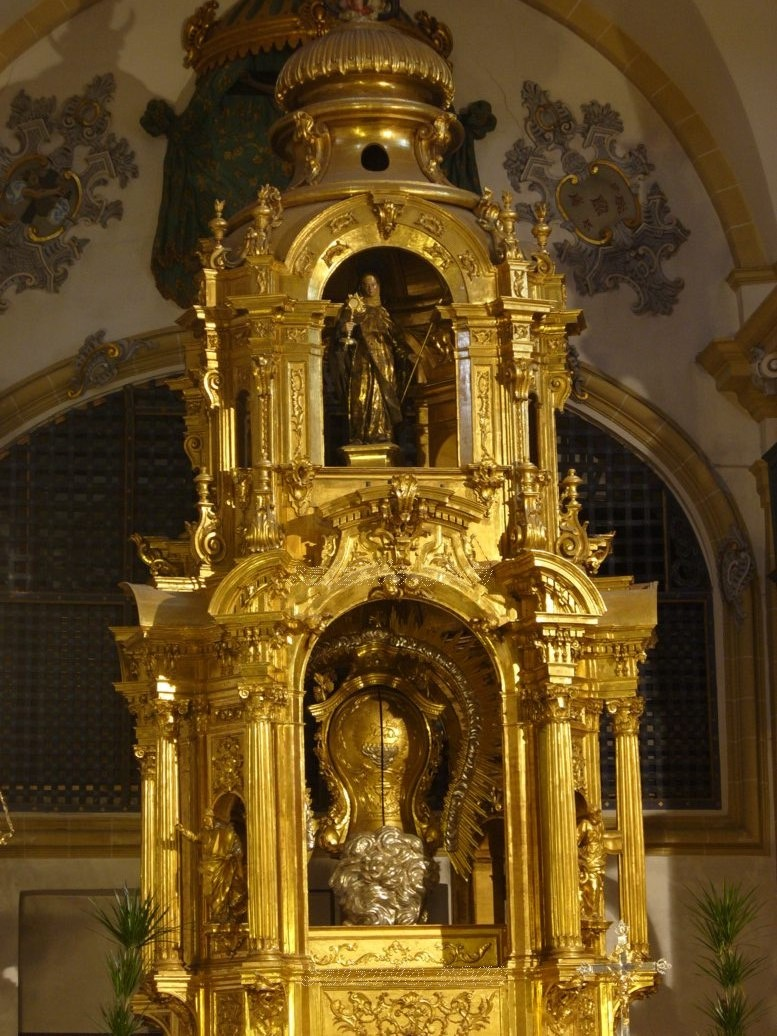
Baldaquí barroc de l'església del monestir, de José Ganga Ripoll i Francisco Salzillo (1755).

### L'església de Santa Clara
Independent de la visita al museu, el barroc temple conventual disposa d'un ric conjunt de retaules i imatges. Destaca principalment l'original retaule-templet o baldaquí que presideix l'església, de clara inspiració italiana on les escultures s'alliberen del frontalisme que un retaule adossat els hauria imposat, obra de José Ganga Ripoll i Francisco Salzillo (1755), autors igualment del retaule major del proper Convent de Santa Anna.
Del mateix Salzillo destaca la Immaculada Concepció (1730) on crida l'atenció la seva disposició ascendent, i el grup de San Josep i el Nen (1733-1735), pertanyents a la seva primera etapa on ja s'aprecien les característiques posteriors de l'obra salzillesca: importància de la policromia, grandària petita de les figures, riquesa dels ors, etc. El retaule barroc on es localitza aquesta obra és del tipus dels quals es produeixen a la primera cambra del segle xviii, caracteritzat pel predomini del decoratiu.
Del temple conventual també cal destacar la cuidada decoració de l'interior de la cúpula del creuer, característicica del barroc-rococó.

## Horari del museu
- Dimarts a dissabte: Matins de 10:00 a 13:00 i tardas 16:00 a 18:30 -de l'1 Juliol al 31 Agost de 17:00 a 19:30-.
- Diumenges: 10:00 a 13:00.
- Dilluns: tancat.